# Grupa „Żółkiew”
Grupa „Żółkiew” – grupa taktyczna Wojska Polskiego improwizowana w czasie kampanii wrześniowej 1939 roku.

## Formowanie i zmiany organizacyjne
Grupa „Żółkiew” powstała z inicjatywy gen. Władysława Langnera, dowódcy Okręgu Korpusu nr VI organizatora obrony Lwowa. Grupa „Żółkiew” powstała na podstawie rozkazu operacyjnego nr 1 z 11 września 1939 desygnowanemu na stanowisko Dowódcy Grupy Obrony Lwowa gen. dyw. st. spocz. Rudolfa Pricha. Stanowiła ona jedno z trzech zgrupowań, które zostało powołane do obrony Lwowa, i obszaru Żółkiew, Janów, Gródek Jagielloński, Lubień Wielki, z wysuniętym punktem oporu w Rawie Ruskiej. Były to zgrupowania: „F” płk. Bolesława Fijałkowskiego broniące Lwowa i najbliższych okolic, zgrupowanie „D” ppłk Ludwika Dmyszewicza broniące linii rzeki Wereszycy, zgrupowanie „I” płk. dypl. st. spocz. Stefana Iwanowskiego mające bronić obszar Żółkiew, Janów, Dzibułki, Dąbrownica z punktem oporu w Rawie Ruskiej. Grupa ta nie miała do 13 września styczności z nieprzyjacielem. Batalion marszowy 53 pp pod dowództwem kpt. Jana Niedzielskiego bronił Żółkwi, batalion improwizowany ppłk. Adama Radomyskiego obsadzał odcinek Glińsko-Skwarzyna Nowa, Grupa kawalerii ppłk. Stefana Gołaszewskiego dowódcy Ośrodka Zapasowego Kresowej Brygady Kawalerii osłaniała odcinek Majdan Polański-Dąbrowica. Do grupy ppłk. Gołaszewskiego dołączono przybyły batalion marszowy 40 pp. Rozkazem dowódcy OK VI, Grupa „Żółkiew” została rano 13 września podporządkowana płk. Stanisławowi Maczkowi dowódcy 10. Brygady Kawalerii.

## Działania bojowe
13 i 14 września Grupa „Żółkiew” osłaniała wycofujące i zbierające się oddziały 10 BK. Z grupy ppłk. Gołaszewskiego wydzielono pułk rozpoznawczy (marszowy) rtm. Józefa Murasika i podporządkowano go bezpośrednio dowództwu 10 BK. 13 września pułk rtm. Murasika rozpoznawał ruchy oddziałów niemieckich od strony zachodniej na dalekim przedpolu Żółkwi. 14 września stanowił odwód 10 BK stacjonując w Wiesenbergu. Oddział ppłk. Gołaszewskiego osłaniał 10 BK od strony Janowa. Po południu 14 września z Grupy „Żółkiew” wydzielono 62 kompanię kolarzy wraz z jedną armatą 75 mm i włączono do grupy uderzeniowej 10 BK pod dowództwem ppłk. Zygmunta Moszczeńskiego, której zadaniem było w nocy 14/15 września zdobyć Zboiska i okoliczne wzgórza. Grupa bojowa zdobyła Zboiska, lecz okolicznych wzgórz nie udało się zdobyć, w walce ranny został por. Roman Mazurek dowódca 62 kompanii kolarzy z (11 Karpackiej Dywizji Piechoty), poległ dowódca plutonu ppor. rez. Bronisław Wiatr. Po południu 15 września została wzmocniona grupa bojowa ppłk. Moszczeńskiego następnymi pododdziałami z Grupy „Żółkiew”: szwadronem 12 pułku ułanów z OZ Kresowej BK i kompanią strzelecką. Wsparcie artyleryjskie zapewniły 16 dywizjon artylerii motorowej i bateria artylerii z Grupy „Żółkiew”, ze stanowisk ogniowych w rejonie wsi Grzędy 5 km na południe od Kulikowa. W tym czasie trzy szwadrony z pułku rtm. Murasika, miały wykonać natarcie z Lasów Brzuchowickich na północ od wzg. 324 wychodząc na tyły obrony oddziałów niemieckiej 1 Dywizji Górskiej. Od strony składnicy uzbrojenia w Hołosku natarcie miał wykonać batalion marszowy 19 pułku piechoty. Podjęte w godzinach popołudniowych natarcie nie doprowadziło do otwarcia drogi do Lwowa. Pododdziały wydzielone z Grupy „Żółkiew” poniosły znaczne straty w poległych i rannych. Szwadrony i kompania strzelców utraciły poległych kilku oficerów i ok. 60 szeregowych. Inne atakujące pododdziały i oddziały również poniosły ciężkie straty osobowe. Pod wieczór niemiecki kontratak odebrał Zboiska.     
W nocy 15/16 września rozkazem płk. dypl. Stanisława Maczka przegrupowano główne siły 10 BK i ponownie te same pododdziały z Grupy „Żółkiew”. Wraz z 24 pułkiem ułanów miał nacierać szwadron 12 puł. z OZ Kresowej BK po zachodniej stronie szosy lwowskiej z Grzybowic Wielkich przez wzg. 357 „Michałowszczyzna” w kierunku południowym. Wraz z 10 pułkiem strzelców konnych miała prowadzić natarcie 62 kompania kolarzy z Malechowa przez Zboiska. Pułk rozpoznawczy kawalerii rtm. Murasika miał nacierać z południowo-wschodniego skraju Lasów Brzuchowickich, w kierunku południowo-wschodnim. Wspomagać natarcie miał bm 19 pp ze składnicy w Hołosku Wielkim. Przed świtem 16 września rozpoczęto natarcie, 10 psk zdobył Zboiska, po czym odwodowe dwa szwadrony pułku i 62 kompania kolarzy uderzyli na pobliskie wzgórza. Ułani 24 pułku i szwadronu ułanów z 12 pułku uderzyły energicznie na wzg. 357 i obszar pomiędzy Grzybowicami, a stoki wzgórza. Pod silnym ogniem niemieckiej artylerii i broni maszynowej, ułani, strzelcy konni z kolarzami zwalczali niemieckie punkty ogniowe. Artyleria udzielała jednak ograniczonego wsparcia z uwagi na brak kabla do łączności z własnymi pododdziałami. Wsparcie zapewniały też czołgi ze 101 samodzielnej kompanii czołgów rozpoznawczych. 24 puł. wraz z szwadronem 12 puł. z OZ Kresowej BK zdobył wzg. 357. Po osiągnięciu tych przedmiotów natarcia, dalsze działania nie przyniosły efektów, walki trwały do wieczora. Nacierajcie oddziały poniosły wysokie starty osobowe. W nocy 16/17 września wyznaczono po szwadronie z 24 puł. i 10 psk, które wykonały wypady na dwa grzbiety wzgórza, celem zajęcia podstaw wyjściowych do dalszego natarcia. Osiągnięto sukces.    
W nocy 15/16 września główne siły Grupy „Żółkiew” przegrupowały się nadal osłaniając walki 10 BK od strony północnej, północno-zachodniej i zachodniej. Rano 16 września przyjęto ugrupowanie: Na prawym skrzydle północny skraj Żółkwi obsadził batalion marszowy 53 pp, w środku w rejonie Glińsko, wzg. 347 „Haraj”, Skwarzawa Stara bronił się I batalion 53 pp. Na lewym skrzydle na przedpolu rejonu Majdan, Dąbrowica, Łozina dozorowało zgrupowanie ppłk. Gołaszewskiego w składzie: batalionu marszowego 40 pp oraz dwóch konnych i dwóch pieszych szwadronów OZ Kresowej BK, a bateria artylerii i dowództwo grupy były w Żółkwi. Tego dnia grupa nie miała kontaktu bojowego z wyjątkiem pododdziałów wspierających 10 BK. 16 września wieczorem od strony Rawy Ruskiej pod Żółkiew przybył oddział wydzielony niemieckiej 2 Dywizji Pancernej. W nocy Żółkiew została ostrzelana przez artylerię niemiecką.   
17 września o świcie wyruszyło trzecie natarcie 10 BK poruszało się ono powoli w ogniu armat i haubic niemieckiej artylerii, moździerzy i broni maszynowej, bardzo dobrze natarcie wspierała własna artyleria. Z Lasów Brzuchowickich na północ od Hołoska Wielkiego z brawurą uderzyły szwadrony pułku rtm. Murasika powodując dezorganizację tyłów niemieckich i wiążąc odwody niemieckie. Sukcesywnie natarcie powoli przesuwało się do przodu. Od godz.15.00 do 16.00 natarcie zaczęło zyskiwać rozpęd i ostatecznie wszystkie szwadrony 24 puł. i 10 psk atakiem na bagnety zdobyły wzg. 324 i okoliczne wzniesienia. Po zakończonej walce nawiązano kontakt z oddziałem załogi Lwowa, III batalionem 207 pułku piechoty. 10 BK wycofała się na odpoczynek w rejon Jaryczowa Nowego. W ślad z 10 BK wycofały się również wyczerpane walką pododdziały pułku rozpoznawczego rtm. Murasika, szwadron 12 puł. z OZ Kresowej BK i inne pododdziały.    
17 września ok. południa grupa bojowa 2 DPanc. uderzyła na Żółkiew i broniące je oddziały grupy. Niemieckie natarcie przełamało opór, po dwugodzinnej i gwałtownej walce. Większość grupy wycofała się na południowy wschód w kierunku Kulikowa, a część na wschód w kierunku Kamionki Strumiłłowej. Oba zgrupowania bez dowódcy 17 i 18 września uległy stopniowemu rozproszeniu się. Jedynie ze zgrupowania ppłk. Stefana Gołaszewskiego, część pododdziałów dołączyła do zgrupowania gen. broni Kazimierza Sosnkowskiego w Lasach Brzuchowickich. Dowódca Grupy „Żółkiew” płk. dypl. Stefan Iwanowski 17 września wieczorem dotarł do Lwowa i zameldował gen. bryg. Władysławowi Langnerowi o ataku na grupę i jej rozproszeniu po walce. Rozkazem gen. bryg. Langnera, płk. Iwanowski udał się na poszukiwanie swoich oddziałów celem ich ponownego zebrania pod swoim dowództwem. W nocy 17/18 września dostał się do niemieckiej niewoli. Pod Kulikowem w składzie zgrupowania ppłk Gołaszewskiego znalazły się szwadrony OZ Kresowej BK i pozostałości batalionów marszowych 40 pp i 53 pp. W trakcie dalszego marszu, do Żornisk dotarł szwadron konny z OZ Kresowej BK, który to obsadził wieś. Natomiast pułk rozpoznawczy kawalerii rtm. Józefa Murasika, obszedł Lwów od wschodu. Maszerując samodzielnie marszami nocnymi przez Winniki, Gliniany, Kurowice, 19 września osiągnął Busk. Na wieść o marszu wojsk sowieckich pułk podjął marsz od strony wschodniej do granicy węgierskiej, część żołnierzy, którzy nie zamierzali przekraczać granicy rozproszyła się. Pozostałość pułku 20 września została otoczona przez sowiecką broń pancerną i kawalerię pomiędzy Buskiem, a Złoczowem dostała się do niewoli. Niewielkiej grupie udało się wyrwać z okrążenia.    

## Organizacja i obsada personalna Grupy „Żółkiew”
Organizacja i obsada personalna Grupy „Żółkiew”
- dowódca grupy - płk dypl. piech. st. spocz. Stefan Iwanowski
- batalion marszowy 40 pułku piechoty – mjr Eugeniusz Kubicz
- I batalion 53 pułku piechoty – kpt. Bronisław Wolny
- batalion marszowy 53 pułku piechoty – kpt. piech. Jan Adam Niedzielski
- batalion Straży Granicznej improwizowany w Centralnej Szkole Straży Granicznej w Rawie Ruskiej
- improwizowany batalion piechoty ppłk. kaw. Adama Radomyskiego (utworzony z napływających rozbitków)
- kompania kolarzy nr 62 – por. Roman Mazurek
- Ośrodek Zapasowy Kresowej Brygady Kawalerii „Żółkiew” – ppłk kaw. Stefan Gołaszewski
- pułk marszowy (rozpoznawczy) Kresowej Brygady Kawalerii – rtm. Józef Murasik
- trzy działony artylerii